# Hemeroblemma patula
Hemeroblemma patula är en fjärilsart som beskrevs av Walker 1865. Hemeroblemma patula ingår i släktet Hemeroblemma och familjen nattflyn. Inga underarter finns listade i Catalogue of Life.